# Lamprosticta viridana
Lamprosticta viridana är en fjärilsart som beskrevs av Johann Ernst Immanuel Walch 1779. Lamprosticta viridana ingår i släktet Lamprosticta och familjen nattflyn. Inga underarter finns listade i Catalogue of Life.